# Orroir
Orroir est une section de la commune belge du Mont-de-l'Enclus, située en Région wallonne dans la province de Hainaut.
Jusqu'à ce que l’adoption de la frontière linguistique en 1963 Orroir appartenait à la province de Flandre-orientale, en Flandre. C'était une commune à part entière avant la fusion des communes de 1977.

## Évolution démographique
- Sources : INS, Rem. : 1831 jusqu'en 1970 = recensements, 1976 = nombre d'habitants au 31 décembre.

## Histoire

### Légende

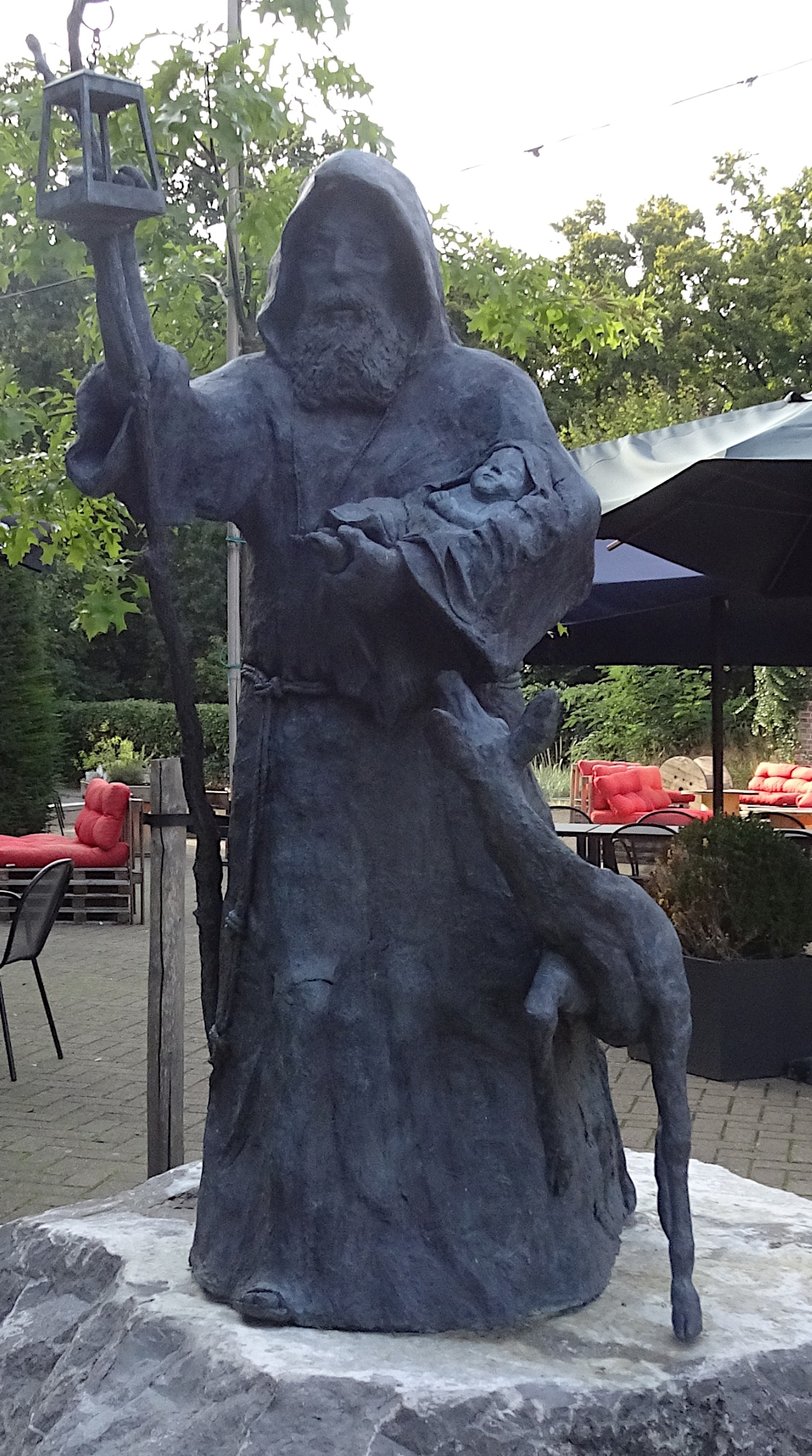
Statue de l’ermite Liedericq, au lieu-dit Kluisbergen, (Mont de l'Enclus)

En l'an 620, le prince de Dijon, Salvaert, alors qu'il se rendait au Royaume d'Angleterre accompagné de son épouse, Ermengarde de Roussillon, alors enceinte, tomba dans une embuscade tendue par le géant Phinaert. Celui-ci fit assassiner le prince et ses hommes, tandis qu'Ermengaert s'enfuiant dans la forêt, trouva refuge auprès de l'ermite Liedericq, qui nourrit l'enfant au lait de biche. Il en fut son précepteur, en le baptisant de son propre nom : Lydéric.
Adulte, Lydéric retrouve la trace de Phinaert à la cour du roi Dagobert Ier à Soissons. Le 15 juin 640, au terme d'un duel judiciaire, Lydéric vainc le géant Phinaert. Les terres de Phinaert échoient à Lydéric sur lesquelles il fonde la cité de Lille.

## Patrimoine et culture

### Patrimoine architectural
- Église Saint-Brice.